# 2018 en astronautique
Chronologie de l'astronautique
- 2014
- 2015
- 2016
- 2017
- 2018
- 2019
- 2020
- 2021
- 2022

Cette page présente la chronologie des événements qui se sont produits durant l'année 2018 dans le domaine de l'astronautique.

## Principaux événements de l'année 2018

### Exploration du système solaire

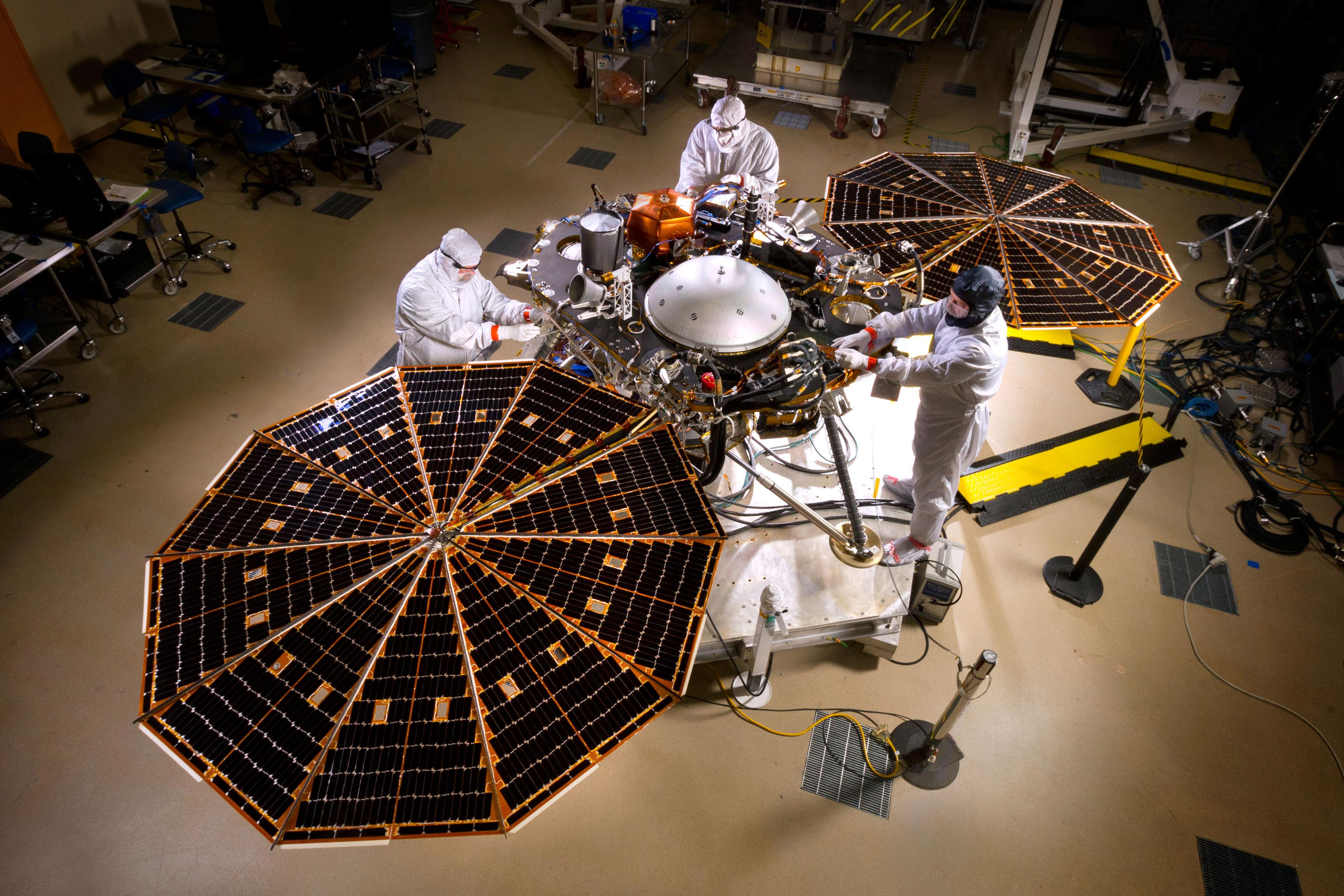
La sonde spatiale de la NASA InSight doit se poser sur Mars pour étudier la structure interne de la planète.

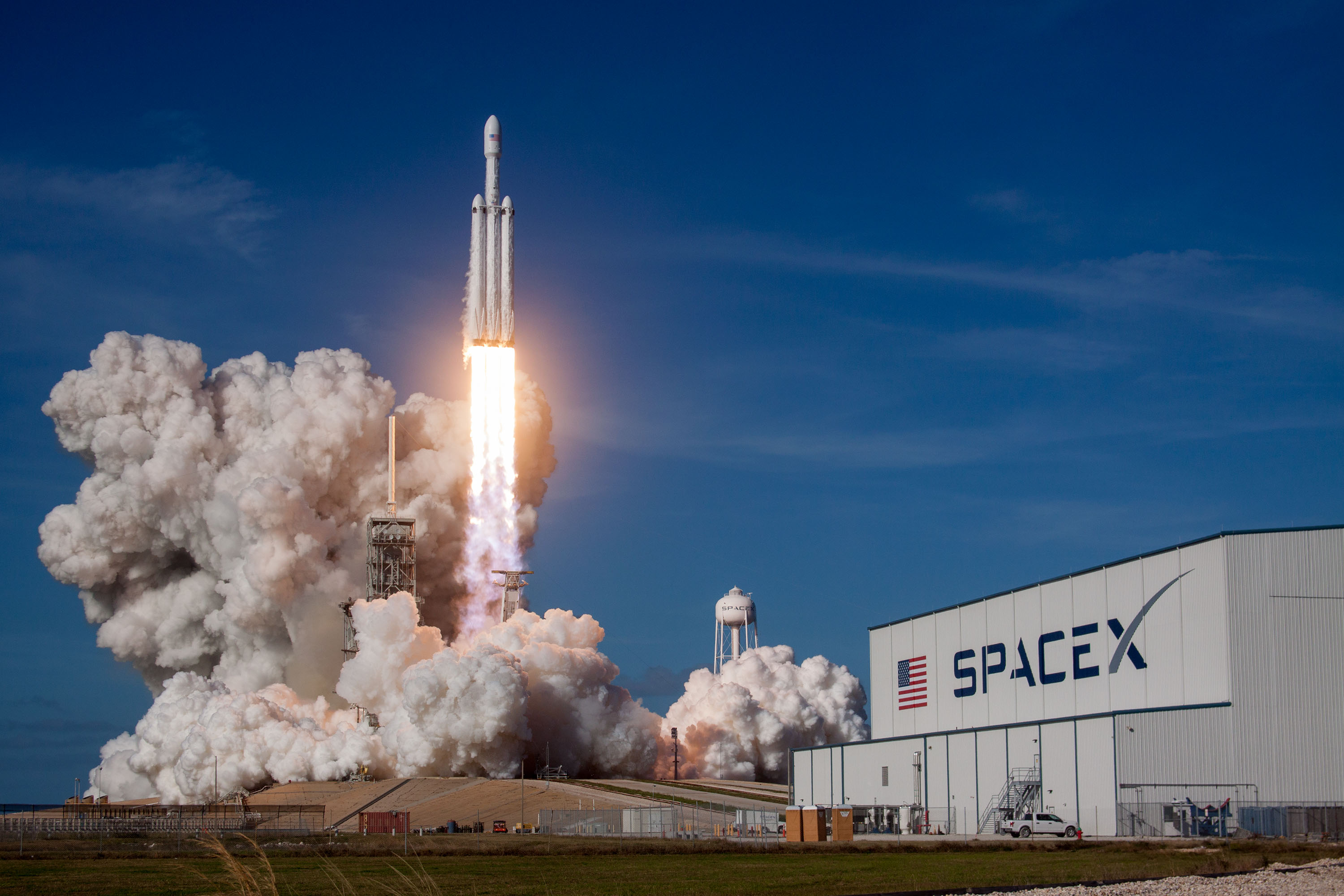
Décollage du lanceur lourd Falcon Heavy pour son vol inaugural (6 février 2018).

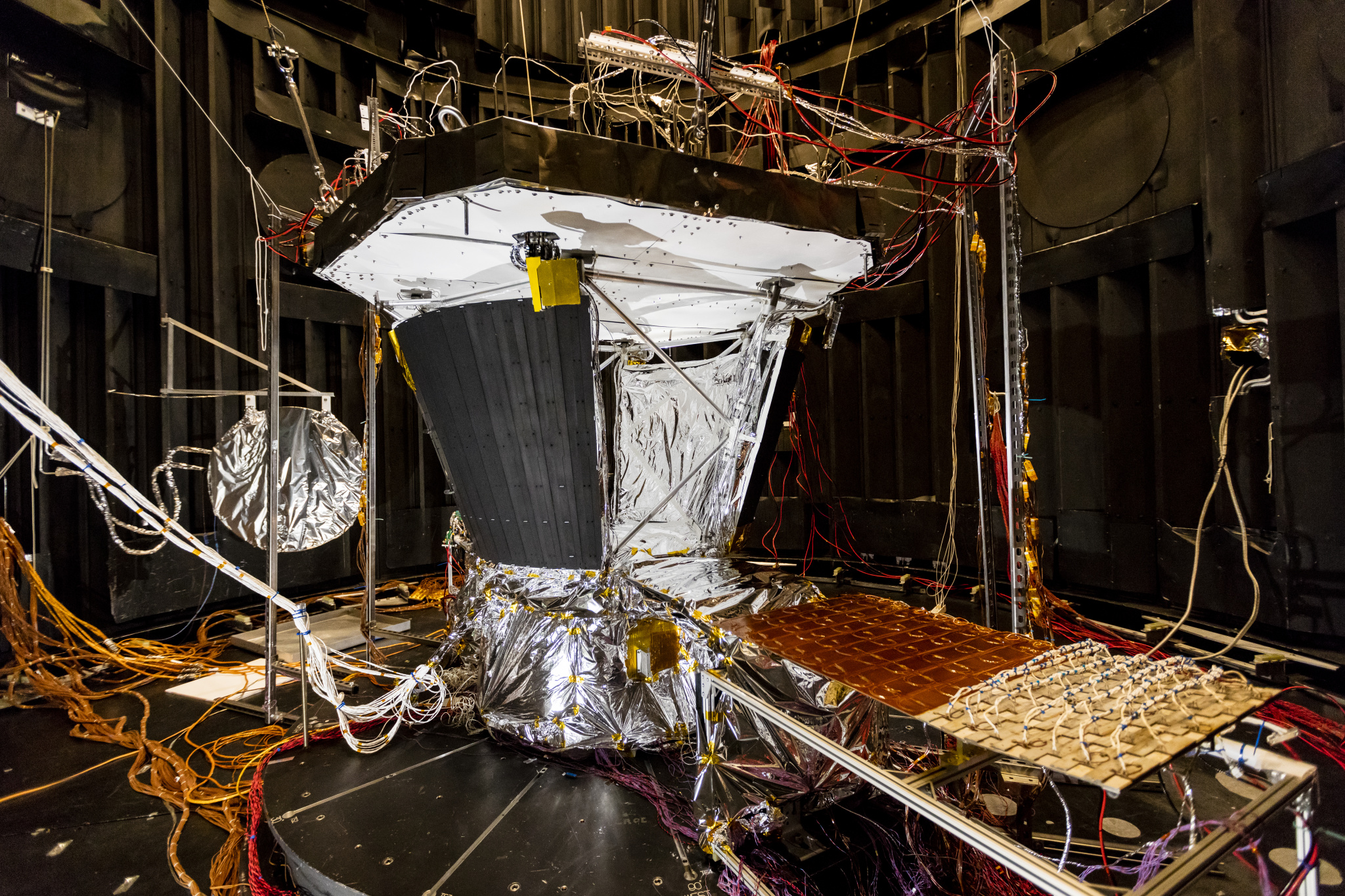
Tests thermiques de l'observatoire solaire de la NASA Parker Solar Probe. Le bouclier thermique est situé dans la partie supérieure de la photo.

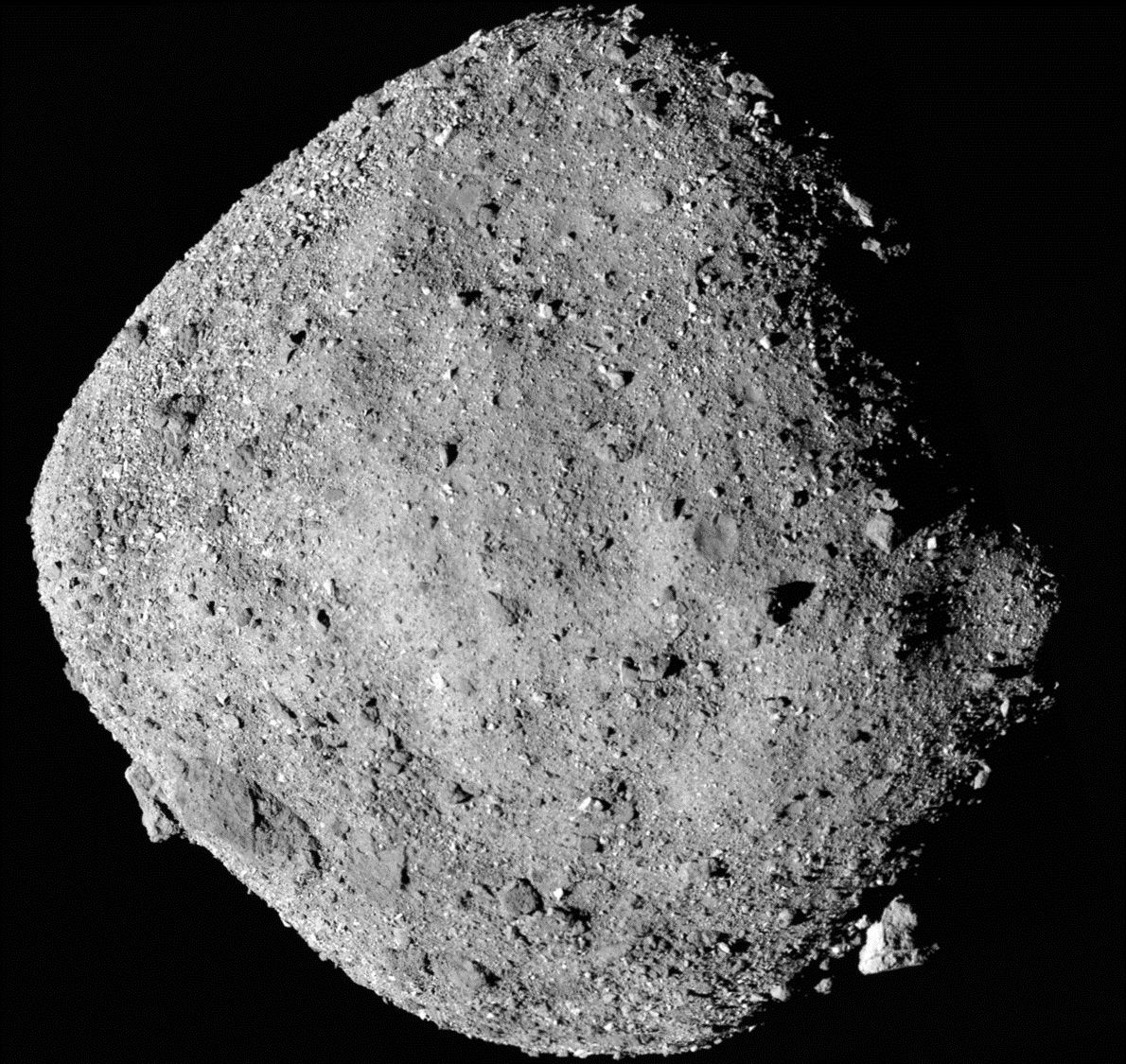
L'astéroïde Bénou photographiée par la sonde spatiale OSIRIS-REx peu après son arrivée (10 décembre).

L'année 2018 est  particulièrement riche en nouvelles missions d'exploration du système solaire :
- Mars : en 2018 s'ouvre une fenêtre de lancement vers cette planète. La NASA la met à profit pour lancer en mars la sonde spatiale InSight le 5 mai. Cet atterrisseur se pose le 26 novembre sur Mars et doit utiliser ses instruments pour analyser la structure interne de la planète.
- Soleil : l'observatoire solaire Parker Solar Probe de la NASA est lancé le 12 août  pour effectuer des observations à une distance très réduite de l'astre. La sonde survole Vénus le 3 octobre et fait son premier passage rapproché du Soleil le 5 novembre.
- Mercure : la sonde spatiale BepiColombo développée conjointement par  l'Agence spatiale européenne et de la JAXA est lancée le 20 octobre vers Mercure autour de laquelle elle se mettra en orbite en 2026.
- Lune : la Chine lance deux engins vers la Lune : le relais de télécommunications Queqiao a été lancé le 20 mai et s'est placé au point de Lagrange L2 du système Terre-Lune pour servir de relais au rover Chang'e 4, lancé le 7 décembre, qui doit être déposé sur la face cachée de la Lune (ce qui constituerait une première dans l'histoire de l'exploration de cet astre).

Début 2018, 18 sondes spatiales explorent le système solaire :
- Deux engins spatiaux  poursuivent leur étude de la Lune en 2018 : 
  - L'orbiteur américain Lunar Reconnaissance Orbiter dispose de suffisamment d'ergols pour poursuivre sa mission durant plusieurs années.
  - l’atterrisseur Chang'e 3 devrait continuer de fonctionner. Par contre le statut du rover Yutu associé n'est pas connu.
- Pour Vénus, la sonde spatiale japonaise Akatsuki poursuit son recueil des données sur l'atmosphère de cette planète.
- Pour Mars :
  - La sonde européenne ExoMars Trace Gas Orbiter achève vers juin-juillet ses manœuvres d'aérofreinage destinées à transformer son orbite haute très elliptique initiale en une orbite basse circulaire de 400 kilomètres. À l'issue de cette phase elle commence le recueil des données scientifiques.
  - L'orbiteur Mars Odyssey, le satellite le plus ancien de la "flotte" martienne, poursuit son étude de surface de la planète et est le principal relais des données envoyées par le rover Opportunity.
  - L'orbiteur MRO s'intéresse principalement aux variations saisonnières de l'atmosphère et de la surface de Mars.
  - MAVEN poursuit sa deuxième année martienne (=2 années terrestres) d'étude de l'atmosphère martienne et joue un rôle croissant dans la retransmission vers la Terre des données collectées par les rovers au sol.
  - Mars Express qui en est à son sixième prolongement de mission mène une étude de l'atmosphère de Mars conjointement avec MAVEN en réalisant simultanément des occultations radio.
  - L'orbiteur indien Mars Orbiter Mission poursuit son étude de Mars. Il s'agit toutefois plus d'un démonstrateur technologique que d'une mission scientifique et un deuxième orbiteur mieux équipé devrait le rejoindre en 2018.
  - Le rover Opportunity poursuit son exploration du cratère Endeavour, mais une tempête de poussière qui bloque le rayonnement solaire entraîne la perte du contact avec le rover le 10 juin. Fin 2018 les chances que le rover se réveillent restent très minces.
  - Le rover Curiosity poursuit son ascension du mont Sharp. Les forages ont repris après une longue coupure.
- Pour les astéroïdes :
  - Dawn poursuit sa mission autour de l'astéroïde (1) Cérès. Sa mission s'achève le 30 octobre après épuisement de ses ergols.
  - La mission américaine de retour d'échantillon d’astéroïde OSIRIS-REx atteint (101955) Bénou en novembre.
  - La mission japonaise de retour d'échantillon d’astéroïde Hayabusa 2 se place en orbite autour de Ryugu en juillet. Le 3 octobre, l'atterrisseur MASCOT se pose sur Ryugu.
- Pour les planètes externes :
  - Juno poursuit sa mission en orbite autour de Jupiter.
  - New Horizons survole le transneptunien Ultima Thulé le 31 décembre.
  - Les sondes Voyager 1 et Voyager 2 continuent à s'éloigner du Soleil. Début 2018 elles sont respectivement à plus de 137,2 et 113,9 unités astronomiques du Soleil.

### Satellites scientifiques
Plusieurs satellites scientifiques dont quatre télescopes spatiaux sont placés en orbite en 2018.
- ADM-Aeolus : satellite destiné à l'étude de l'atmosphère terrestre de l'Agence spatiale européenne (ESA).
- CSES : satellite chinois consacrée à l'étude de l'ionosphère.
- TESS : télescope de la NASA destiné à la caractérisation des exoplanètes.
- GOLD : instrument de la NASA permettant d'étudier les couches supérieures de l'atmosphère installé à bord d'un satellite de télécommunications commercial SES-14 lancé en janvier 2018.

Le télescope spatial Kepler achève sa mission le 30 octobre 2018 à la suite de l'épuisement de ses ergols après avoir détecté plus de 2 660 exoplanètes (découvertes confirmées) en un peu plus de 8 ans d'observation.

### Missions spatiales habitées

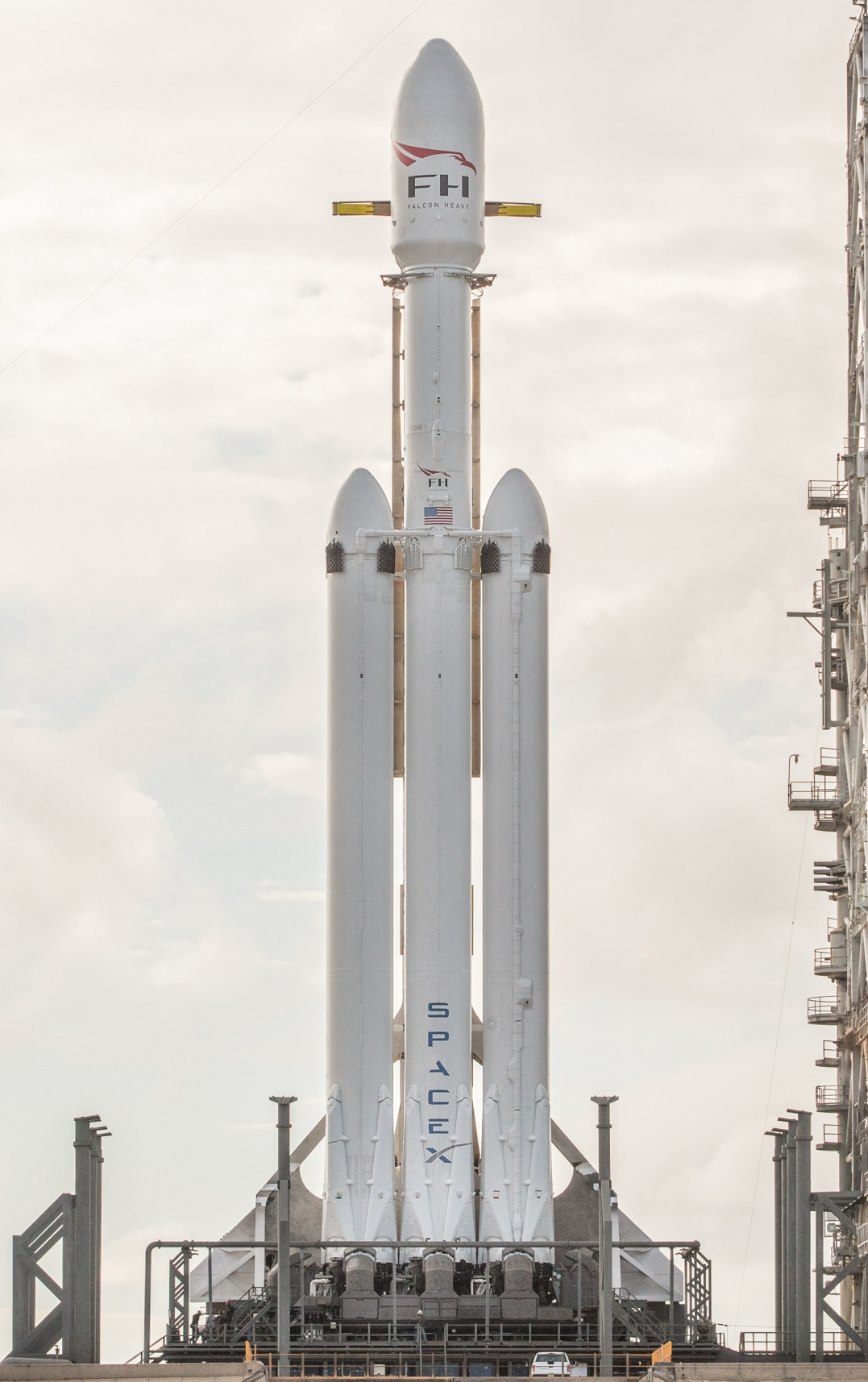
Le lanceur lourd Falcon Heavy a effectué son premier vol le 6 février 2018, à 20h45 UTC.

L'équipage permanent de la station spatiale a été réduit de 6 à 5 personnes à la suite de la décision de la Russie de faire passer le nombre de cosmonautes de 3 à 2.

### Lanceurs
En 2018 il y a eu 114 lancements ce qui constitue une progression particulièrement forte par rapport à 2017 (90 lancements). Il faut remonter à 1990 pour retrouver un chiffre aussi élevé. Cette forte progression est pratiquement due uniquement à l'activité spatiale chinoise qui passe de 18 à 39 lancements (+21). Les États-Unis progressent légèrement (31 lancements contre 29) avec une légère progression des lanceurs de SpaceX (21 vols contre 18). La Russie réalise le même nombre de lancements que l'année précédente (20) mais le lanceur Proton perd encore des parts de marchés avec seulement 2 vols contre 4 l'année précédente. Malgré le nombre particulièrement élevé de lancements, les échecs ont été peu nombreux : 2 échecs totaux (Soyouz et le nouveau micro-lanceur chinois Zhuque-1) et un échec partiel. Le plus spectaculaire a été celui du lanceur Soyouz dont la charge utile était constituée par le vaisseau Soyouz MS-10 dont l'équipage a pu en échapper à une issue fatale. Cet incident, le premier affectant un lancement russe avec équipage depuis de nombreuses décennies, met une fois de plus en évidence les défaillances de l'industrie aérospatiale russe. Le lanceur Ariane 5 a connu un échec partiel (sous performance du lanceur) qui a pu être compensé par les satellites (utilisation de leur propre propulsion pour atteindre l'orbite visée) au prix d'un raccourcissement de leur durée de vie.
Deux lanceurs effectuent leur premier vol en 2018 :
- Le lanceur lourd Falcon Heavy a effectué son premier vol le 6 février[5], envoyant une Tesla Roadster en orbite héliocentrique vers l'orbite de Mars[6].
- Le micro-lanceur chinois Zhuque-1 (300 kg en orbite basse) effectue un premier vol inaugural le 27 septembre qui est un échec (défaillance du système de contrôle d'attitude du 3e étage)[7].

Deux micro-lanceurs qui avaient chacun effectué un vol inaugural infructueux en 2017 refont une tentative réussie en 2018 :
- Le micro-lanceur Electron néo-zélandais de la société Rocket Lab effectue un premier vol réussi le 23 janvier[8] puis réalise deux autres vols également réussis au cours de l'année.
- le lanceur japonais SS-520, dérivé d'une fusée-sonde parvient à placer en orbite sa charge utile le 3 février[9].

### Vols suborbitaux
Le 5 avril, l'avion spatial suborbital VSS Unity effectue son premier vol de test propulsé. Le 13 décembre, piloté par Mark Stucky (devenant le 568e humain à voler au-dessus de 80 km) et Rick Sturckow, il réalise son premier vol suborbital et atteint 82,7 km d'altitude a Mach 2,9.

### Programme spatial américain
La NASA, qui bénéficie d'une embellie budgétaire, a été très active en 2018 avec le lancement de l'observatoire spatial solaire Parker Solar Probe et celui de la sonde spatiale InSight qui s'est posé sur le sol martien à la fin de l'année. Le rover Curiosity qui étudie le cratère Gale sur cette planète semble avoir surmonté les problèmes qui touchaient son système de prélèvement d'échantillons du sol. Par contre les contrôleurs au sol du Jet Propulsion Laboratory sont sans nouvelle du rover Opportunity silencieux depuis la tempête de poussière qui a affecté toute la planète. La sonde spatiale Dawn, qui a démontré brillamment les capacités de la propulsion ionique et a étudié en profondeurs les deux principaux astéroïdes (Vesta et Cérès) a mis fin à sa mission après avoir épuisé les ergols qu'il utilisait pour contrôler son orientation. Un deuxième engin tout aussi emblématique, le télescope Kepler, qui a permis la découverte de plus de 2600 exoplanètes, a également achevé sa mission pour les mêmes raisons. La NASA a lancé deux missions scientifiques : TESS un petit télescope spatial destiné à détecter les planètes telluriques tournant autour d'étoiles proches et l'instrument GOLD installé à bord d'un satellite commercial. SpaceX poursuit ses succès commerciaux avec le lanceur Falcon 9 tirés à 20 reprises en utilisant à plusieurs reprises des étages ayant déjà volé. Le lanceur lourd Falcon Heavy a effectué son vol inaugural avec succès. Le cahier des charges du lanceur super lourd BFR a continué d'évoluer ainsi que les spécifications du moteur Raptor qui doit le propulser. Le lanceur Delta II a effectué son dernier vol en 2018. Le premier vol des deux vaisseaux américains chargés d'effectuer la relève des équipages de la Station spatiale internationale - le Dragon-2 de SpaceX et le CST-100 de Boeing - qui devait avoir lieu en 2018 a été repoussé en 2019.

### Programme spatial européen
L'Agence spatiale européenne (ESA) a lancé avec succès la sonde spatiale BepiColombo qui doit se placer en orbite autour de Mercure. L'ESA a également lancé un satellite scientifique d'observation de la Terre ADM-Aeolus, un micro satellite expérimental RemoveDebris chargé de mettre au point des techniques d'élimination des débris spatiaux. L'ESA continue de mettre en place son programme Sentinel (recueil systématique de différentes données sur la surface et l'atmosphère terrestres) avec le lancement de Sentinel-3-B ainsi que le Système de positionnement par satellites Galileo avec la mise en orbite de 4 satellites. L'agence spatiale a placé en orbite la deuxième composante (hébergée par un satellite commercial) de son réseau de télécommunications EDRS chargé de jouer le rôle de relais entre les satellites en orbite basse et les stations terriennes (équivalent du TDRS américain). Le dernier satellite météorologique de la série MetOp a été placé sur une orbite polaire pour le compte de l'organisation européenne Eumetsat. Le développement du nouveau lanceur Ariane 6 se poursuit selon le calendrier prévu ainsi la construction de son pas de tir à Kourou.

### Programme spatial chinois
La Chine a largement battu son record de lancements mais tous ont été effectués avec l'ancienne génération des fusées à ergols hypergoliques (Longue Marche 2, 3 et 4). Il n'y a eu aucun vol lié au programme spatial habité. La majorité des engins spatiaux lancés sont des satellites d'observation de la Terre à usage civil ou militaires (sans doute 8 lancements d'engins militaires). Par ailleurs 8 satellites Beidou-M (Système de positionnement par satellites) ont été placés en orbite en 2018. Enfin la Chine a lancé deux missions liées à l'exploration de la Lune (Chang'e 3 et Queqiao) et une mission scientifique (CSES) développée en coopération avec d'autres pays.

### Programme spatial russe
2018, comme les années précédentes, n'est pas une année remarquable pour le programme spatial russe. Les lanceurs russes ont continué à perdre des parts de marché sur les lancements commerciaux avec seulement deux vols du lanceur Proton. Roscosmos a effectué comme l'année précédente 20 lancements et semble désormais abonnée à la troisième place derrière la Chine et les États-Unis après avoir longtemps mené la course en tête. L'évolution de l'offre russe dans le domaine des lanceurs prend du retard (Angara, version allégée de la fusée Proton) ou ne débouche pas sur des plans précis (Soyouz 5). Les problèmes de qualité rencontrés par l'industrie aérospatiale russe se poursuivent avec la perte d'une fusée Soyouz dont la charge utile était le vaisseau avec équipage Soyouz MS-10 et une mystérieuse perforation découverte dans le vaisseau Soyouz MS-09. Selon les responsables russes, la Russie dispose fin 2018 de 156 satellites en orbite actifs dont 89 à usage civil ou mixte (civil/militaire). Parmi ces derniers 9 sont des satellites d'observation de la Terre : deux effectuent des mesures des ressources naturelles, trois sont consacrés à la météorologie et quatre effectuent des missions de surveillance des désastres d'origine humaine ou naturelle,.

### Programme spatial français (hors activité prise en charge par l'ESA)
Un lanceur chinois a placé en orbite le 29 octobre le satellite CFOSAT développé en coopération par l'agence spatiale française, le CNES, et la Chine dont l'objectif est de mesurer les caractéristiques des vagues. Le premier exemplaire des trois exemplaires du satellite de reconnaissance CSO a été placé en orbite le 19 décembre.

## Chronologie des lancements
Liste chronologique des lancements effectués en 2018 qui ont eu pour objectif de placer un ou plusieurs engins spatiaux en orbite. Cette liste ne comprend donc pas, sauf exception, les nombreux vols suborbitaux (fusées-sondes, tirs d'essais de missiles balistiques intercontinentaux, tests de lanceurs ne visant pas l'orbite, avions-fusées),.

### Janvier
| Date       | Lanceur               | Base de lancement           | Orbite                  | Charge utile                      | Notes |
| 8 janvier  | Falcon 9 V1.1 FT      | Vandenberg                  | Orbite basse            | Zuma                              | Satellite militaire à la mission inconnue. Échec à la suite de la non-séparation avec le 2e étage. |
| 9 janvier  | Longue Marche 2D      | Taiyuan                     | Orbite héliosynchrone   | SuperView / Gaojing-1 03 et -1 04 | Satellites d'observation de la Terre (imagerie spatiale) |
| 11 janvier | Longue Marche 3C/YZ-1 | Xichang                     | Orbite moyenne          | Beidou-3 M7 et M8                 | Satellite de navigation |
| 12 janvier | PSLV-XL               | Satish Dhawan               | Orbite héliosynchrone   | Cartosat-2F                       | Observation de la Terre |
| 12 janvier | Delta IV M+(5,2)      | Vandenberg                  | Orbite basse rétrograde | Topaz-5                           | Satellite de reconnaissance radar. Dernier vol de la version M+(5,2) |
| 13 janvier | Longue Marche 2D      | Jiuquan                     | Orbite basse            | LKW-3                             | Satellite de reconnaissance optique (LKW) |
| 17 janvier | Epsilon               | Uchinoura                   | orbite héliosynchrone   | ASNARO-2                          | Satellite d'observation de la Terre |
| 19 janvier | Longue Marche 11      | Jiuquan                     | Orbite héliosynchrone   | Jilin-1 07, 08 Huaian, etc.       | Satellites d'observation de la Terre (Jilin) |
| 20 janvier | Atlas V 401           | Cap Canaveral               | Orbite géostationnaire  | SBIRS GEO-4                       | Satellite d'alerte avancée |
| 21 janvier | Electron              | Rocket Lab Launch Complex 1 | orbite basse            | 4 x CubeSats                      | Deuxième vol de qualification du lanceur, 1er vol réussi |
| 25 janvier | Ariane 5 ECA          | Kourou                      | Orbite géostationnaire  | SES-14 GOLD Al Yah-3              | Satellites de télécommunications. Une erreur de programmation du système de navigation place les satellites sur une orbite avec une inclinaison élevée (corrigé par les satellites au prix d'une consommation d'ergols) |
| 25 janvier | Longue Marche 2C      | Xichang                     | Orbite héliosynchrone   | Yaogan 30-J/30-K/30-L             | Sans doute satellites militaires SIGINT |
| 31 janvier | Falcon 9 V1.1 FT      | Cape Canaveral              | Orbite géostationnaire  | SES-16/GovSat-1                   | satellite de télécommunications |

### Février
| Date        | Lanceur               | Base de lancement      | Orbite                | Charge utile        | Notes                                                       |
| 1er février | Soyouz / Fregat-M     | Vostotchny             | Orbite héliocentrique | Kanopus-V 3 et 4    | Satellite d'observation de la Terre                         |
| 2 février   | Longue Marche 2D      | Jiuquan                | Orbite héliosynchrone | CSES ÑuSat 4 et 5   | Étude de l'ionosphère Observation de la Terre               |
| 3 février   | SS-520                | Uchinoura              | Orbite basse          | TRICOM-1R           | Deuxième tentative et premier succès pour ce micro lanceur. |
| 6 février   | Falcon Heavy          | Centre spatial Kennedy | Orbite héliosynchrone | Pas de charge utile | Premier vol de ce lanceur lourd                             |
| 12 février  | Longue Marche 3C/YZ-1 | Xichang                | Orbite moyenne        | Beidou-3 M3 et M4   | Satellite de navigation                                     |
| 13 février  | Soyouz-U              | Baïkonour              | Orbite basse          | Progress MS-08      | Ravitaillement de la station spatiale internationale        |
| 22 février  | Falcon 9 V1.1 FT      | Vandenberg             | Orbite polaire        | Paz                 | Observation de la Terre                                     |
| 27 février  | H-IIA 202             | Tanegashima            | Orbite basse          | IGS-Optique 6       | Satellite de reconnaissance optique                         |

### Mars
| Date     | Lanceur               | Base de lancement | Orbite                 | Charge utile            | Notes                                                 |
| 1er mars | Atlas V 541           | Cap Canaveral     | Orbite géostationnaire | GOES-S                  | Satellite météorologique                              |
| 6 mars   | Falcon 9 V1.1 FT      | Cape Canaveral    | Orbite géostationnaire | Hispasat 30W-6          | satellites de télécommunications                      |
| 9 mars   | Soyouz-Fregat MT      | Kourou            | Orbite moyenne         | O3b × 4                 | Télécommunications                                    |
| 17 mars  | Longue Marche 2D      | Jiuquan           | Orbite basse           | LKW-4                   | Satellite de reconnaissance optique                   |
| 21 mars  | Soyouz-FG             | Baïkonour         | Orbite basse           | Soyouz MS-08            | Relève équipage de la station spatiale internationale |
| 29 mars  | Longue Marche 3C/YZ-1 | Xichang           | Orbite moyenne         | Beidou-3 M9 et M10      | Satellite de navigation                               |
| 29 mars  | GSLV Mk II            | Satish Dhawan     | Orbite géostationnaire | GSAT-6A (en)            | Satellite de télécommunications militaire             |
| 29 mars  | Soyouz 2.1v           | Plessetsk         | Orbite héliosynchrone  | EMKA                    | Satellite de reconnaissance                           |
| 30 mars  | Falcon 9 V1.1 FT      | Vandenberg        | Orbite basse           | Iridium Next 41-50      | satellites de télécommunications                      |
| 31 mars  | Longue Marche 4C      | Taiyuan           | Orbite basse           | Gaofen-1 02, 1 02, 1 04 | Satellite de reconnaissance                           |

### Avril
| Date     | Lanceur           | Base de lancement      | Orbite                 | Charge utile                       | Notes |
| 2 avril  | Falcon 9 V1.1 FT  | Cap Canaveral          | Orbite basse           | SpaceX CRS-14 (en) RemoveDebris    | ravitaillement de la station spatiale internationale, satellite expérimental de collecte des débris spatiaux |
| 5 avril  | Ariane 5 ECA      | Kourou                 | Orbite géostationnaire | HYLAS-4/ EDRS-C Superbird-B3/DSN-1 | Satellites de télécommunications                                                                             |
| 10 avril | Longue Marche 2C  | Xichang                | Orbite héliosynchrone  | Yaogan 30 x 3                      | Sans doute satellites militaires SIGINT                                                                      |
| 11 avril | PSLV-XL           | Satish Dhawan          | Orbite géosynchrone    | IRNSS-1I                           | Satellite de navigation                                                                                      |
| 14 avril | Atlas V 551       | Cape Canaveral         | Orbite héliocentrique  | CBAS EAGLE                         | Satellite de télécommunications militaire, satellite expérimental                                            |
| 18 avril | Falcon 9 V1.1 FT  | Centre spatial Kennedy | Orbite haute           | TESS                               | Télescope spatial                                                                                            |
| 18 avril | Proton-M / Briz-M | Baïkonour              | Orbite basse           | Blagovest-12L                      | Satellite de télécommunications militaires                                                                   |
| 25 avril | Rokot / Briz-KM   | Plessetsk              | Orbite héliosynchrone  | Sentinel-3-B                       | Satellite d'observation de la Terre                                                                          |
| 26 avril | Longue Marche 11  | Jiuquan                | Orbite héliosynchrone  | Zhuhai-1-03 et 04                  | Satellites d'observation de la Terre                                                                         |

### Mai
| Date   | Lanceur               | Base de lancement | Orbite                                     | Charge utile                   | Notes                                                                        |
| 3 mai  | Longue Marche 3B/E    | Xichang           | Orbite géostationnaire                     | APStar 6C                      | satellite de télécommunications                                              |
| 5 mai  | Atlas V 401           | Cape Canaveral    | Orbite héliocentrique                      | InSight, MarCCO 1 et 2         | Atterrisseur martien, nano-satellites                                        |
| 8 mai  | Longue Marche 4C      | Taiyuan           | Orbite basse                               | Gaofen 5                       | Satellite de reconnaissance                                                  |
| 11 mai | Falcon 9 bloc 5       | Cap Canaveral     | Orbite géostationnaire                     | Bangabandhu-1                  | satellite de télécommunications                                              |
| 20 mai | Longue Marche 3C/YZ-1 | Xichang           | Point de Lagrange L2 du système Terre-Lune | Queqiao                        | Satellite devant servir de relais au rover Chang'e 4                         |
| 21 mai | Antares 230           | MARS              | Orbite basse                               | Cygnus OA-9E                   | Ravitaillement de la Station spatiale internationale                         |
| 22 mai | Falcon 9 V1.1 FT      | Vandenberg        | Orbite basse                               | Iridium Next 51-55, GRACE-FO 2 | satellites de télécommunications, Cartographie du champ de gravité terrestre |

### Juin
| Date    | Lanceur              | Base de lancement | Orbite                 | Charge utile       | Notes                                                 |
| 2 juin  | Longue Marche 2D     | Jiuquan           | Orbite basse           | Gaofen 6           | Satellite d'observation de la Terre                   |
| 4 juin  | Falcon 9 V1.1 FT     | Cap Canaveral     | Orbite géostationnaire | SES-12             | Satellite de télécommunications.                      |
| 5 juin  | Longue Marche 3A     | Xichang           | Orbite géostationnaire | Feng-Yun 2H        | Satellite météorologique                              |
| 6 juin  | Soyouz-FG            | Baïkonour         | Orbite basse           | Soyouz MS-09       | Relève équipage de la station spatiale internationale |
| 12 juin | H-IIA                | Tanegashima       | Orbite basse           | IGS-Radar 6        | Satellite de reconnaissance radar                     |
| 16 juin | Soyouz 2.1b / Fregat | Plessetsk         | Orbite moyenne         | GLONASS-M756       | Satellite de navigation                               |
| 27 juin | Longue Marche 2C     | Xichang           | Orbite basse           | XJS A XJS B        | Démonstrateurs                                        |
| 29 juin | Falcon 9 V1.1 FT     | Cap Canaveral     | Orbite basse           | SpaceX CRS-15 (en) | ravitaillement de la station spatiale                 |

### Juillet
| Date       | Lanceur               | Base de lancement | Orbite                 | Charge utile                                | Notes                                                           |
| 9 juillet  | Longue Marche 2C/SMA  | Jiuquan           | Orbite héliosynchrone  | Pakistan Remote Sensing Satellite PakTES 1A | Satellites d'observation de la Terre                            |
| 9 juillet  | Longue Marche 3A      | Xichang           | Orbite moyenne         | Beidou IGSO-7                               | Satellite de navigation                                         |
| 9 juillet  | Soyouz-U              | Baïkonour         | Orbite basse           | Progress MS-09                              | Ravitaillement de la station spatiale internationale            |
| 22 juillet | Falcon 9 Bloc 5       | Cape Canaveral    | Orbite géostationnaire | Telstar 19V                                 | satellite de télécommunications                                 |
| 25 juillet | Ariane 5 ECA          | Kourou            | Orbite moyenne         | Galileo FOC 19, 20, 21, 22                  | Satellites de navigation. Dernier vol de la version Ariane V ES |
| 25 juillet | Falcon 9 Bloc 5       | Vandenberg        | Orbite basse           | Iridium Next 56-65                          | satellites de télécommunications                                |
| 29 juillet | Longue Marche 3C/YZ-1 | Xichang           | Orbite moyenne         | Beidou-3 M5 et M6                           | Satellites de navigation                                        |
| 31 juillet | Longue Marche 4B      | Taiyuan           | Orbite héliocentrique  | Gaofen 11                                   | Satellite de reconnaissance                                     |

### Août
| Date    | Lanceur               | Base de lancement | Orbite                 | Charge utile           | Notes                           |
| 7 août  | Falcon 9 Bloc 5       | Cape Canaveral    | Orbite géostationnaire | Telkom 4 / Merah Putih | satellite de télécommunications |
| 12 août | Delta IV Heavy        | Cape Canaveral    | Orbite héliocentrique  | Parker Solar Probe     | Observatoire solaire            |
| 22 août | Vega                  | Kourou            | Orbite héliosynchrone  | ADM-Aeolus             | Observation de la Terre         |
| 24 août | Longue Marche 3C/YZ-1 | Xichang           | Orbite moyenne         | Beidou-3 M11 et M12    | Satellites de navigation        |

### Septembre
| Date         | Lanceur               | Base de lancement | Orbite                 | Charge utile                            | Notes                                                                                             |
| 7 septembre  | Longue Marche 2C      | Taiyuan           | Orbite basse           | Haiyang-1C                              | Satellites d'observation de la Terre                                                              |
| 10 septembre | Falcon 9 Bloc 5       | Cape Canaveral    | Orbite géostationnaire | Telstar 18V                             | satellite de télécommunications                                                                   |
| 15 septembre | Delta II 7420         | Vandenberg        | Orbite basse           | ICESat-2                                | Observation de la Terre. Dernier vol de la fusée Delta II et donc de la famille des lanceurs Thor |
| 16 septembre | PSLV-CA               | Satish Dhawan     | Orbite héliosynchrone  | SSTL-1 NovaSAR-S                        | Observation de la Terre                                                                           |
| 19 septembre | Longue Marche 3C/YZ-1 | Xichang           | Orbite moyenne         | Beidou-3 M13 et M14                     | Satellite de navigation                                                                           |
| 22 septembre | H-IIB                 | Tanegashima       | Orbite basse           | HTV-7                                   | Vaisseau cargo spatial automatique vers l'ISS                                                     |
| 25 septembre | Ariane 5 ECA          | Kourou            | Orbite géostationnaire | / Horizons-3e Azerspace 2 / Intelsat 38 | Satellites de télécommunications                                                                  |
| 29 septembre | Kuaizhou-1A           | Jiuquan           | Orbite héliosynchrone  | Centispace-1 1S                         |                                                                                                   |

### Octobre
| Date       | Lanceur               | Base de lancement | Orbite                 | Charge utile                 | Notes                                                                                  |
| 8 octobre  | Falcon 9 bloc 5       | Vandenberg        | Orbite héliocentrique  | SAOCOM 1A, ITASAT-1          | Observation de la Terre                                                                |
| 9 octobre  | Longue Marche 2C      | Jiuquan           | Orbite basse           | Yaogan 32A et 32B            | Sans doute satellites militaires SIGINT                                                |
| 11 octobre | Soyouz-FG             | Baïkonour         | Orbite basse           | Soyouz MS-10                 | Relève équipage de la station spatiale internationale. Échec du lancement              |
| 15 octobre | Longue Marche 3C/YZ-1 | Xichang           | Orbite moyenne         | Beidou-3 M15 et M16          | Satellite de navigation                                                                |
| 17 octobre | Atlas V 531           | Cap Canaveral     | Orbite géostationnaire | AEHF-4                       | Satellite de télécommunications militaires                                             |
| 20 octobre | Ariane 5 ECA          | Kourou            | Orbite héliocentrique  | BepiColombo                  | Sonde spatiale orbiteur Mercure                                                        |
| 24 octobre | Longue Marche 2C      | Taiyuan           | Orbite basse           | Haiyang-2B                   | Satellite d'observation de la Terre                                                    |
| 25 octobre | Soyouz 2.1b           | Plessetsk         | Orbite basse           | Lotos-S1                     | Satellite de renseignement d'origine électromagnétique                                 |
| 27 octobre | Zhuque-1              | Jiuquan           | Orbite basse           | Weilai 1                     | Satellite scientifique. Premier vol du lanceur à propergol solide. Échec du lancement. |
| 29 octobre | H-IIA 202             | Tanegashima       | Orbite héliosynchrone  | GOSAT-2 KhalifaSat, CubeSats | Satellites d'observation de la Terre                                                   |
| 29 octobre | Longue Marche 2C      | Jiuquan           | Orbite basse           | CFOSAT                       | Satellite scientifique d'observation de la Terre                                       |

### Novembre
| Date         | Lanceur               | Base de lancement           | Orbite                 | Charge utile                                         | Notes                                                  |
| 1er novembre | Longue Marche 3B/E    | Xichang                     | Orbite géosynchrone    | Beidou-3 G1Q                                         | Satellite de navigation                                |
| 3 novembre   | Soyouz 2.1b / Fregat  | Plessetsk                   | Orbite moyenne         | GLONASS-M 757                                        | Satellite de navigation                                |
| 7 novembre   | Soyouz-STB            | Sinnamary                   | Orbite héliosynchrone  | MetOp-C                                              | Satellite météorologique d'Eumetsat                    |
| 11 novembre  | Electron              | Rocket Lab Launch Complex 1 | Orbite basse           | 10 CubeSats                                          | Satellites d'observation de la Terre et d'application  |
| 14 novembre  | GSLV Mk III           | Satish Dhawan               | Orbite géostationnaire | GSAT-29 (en)                                         | Satellite de télécommunications                        |
| 15 novembre  | Falcon 9 Bloc 5       | Centre spatial Kennedy      | Orbite géostationnaire | Es'hail-2                                            | Satellite de télécommunication                         |
| 16 novembre  | Soyouz-U              | Baïkonour                   | Orbite basse           | Progress MS-10                                       | Ravitaillement de la station spatiale internationale   |
| 17 novembre  | Antares 230           | MARS                        | Orbite basse           | Cygnus NG-10                                         | Ravitaillement de la Station spatiale internationaleus |
| 18 novembre  | Longue Marche 3C/YZ-1 | Xichang                     | Orbite moyenne         | Beidou-3 M17 et M18                                  | Satellite de navigation                                |
| 19 novembre  | Longue Marche 2D      | Jiuquan                     | Orbite basse           | SY 6, Jiading 1, Tianzhi 1, Tianping 1A, Tianping 1B | 5 satellites expérimentaux                             |
| 21 novembre  | Vega                  | Kourou                      | Orbite héliosynchrone  | Mohammed VI-B                                        | Observation de la Terre                                |
| 29 novembre  | PSLV-XL               | Satish Dhawan               | Orbite héliosynchrone  | HySIS , 30 CubeSats                                  | Observation de la Terre                                |
| 30 novembre  | Rokot / Briz-KM       | Plessetsk                   | Orbite basse           | Strela x 3                                           | Télécommunications                                     |

### Décembre
| Date        | Lanceur                | Base de lancement           | Orbite                 | Charge utile                  | Notes                                                                  |
| 3 décembre  | Soyouz-FG              | Baïkonour                   | Orbite basse           | Soyouz MS-11                  | Relève équipage de la station spatiale internationale.                 |
| 3 décembre  | Falcon 9 Bloc 5        | Vandenberg                  | Orbite héliosynchrone  | 71 micro-satellites           |                                                                        |
| 4 décembre  | Ariane 5 ECA           | Kourou                      | Orbite géostationnaire | GSAT-11 (en) GEO-KOMPSAT-2A   | Satellite de télécommunications / Satellite météorologique             |
| 5 décembre  | Falcon 9 Bloc 5        | Cap Canaveral               | Orbite basse           | SpaceX CRS-16 (en)            | ravitaillement de la station spatiale internationale.                  |
| 7 décembre  | Longue Marche 3B/E     | Xichang                     | Surface lunaire        | Chang'e 4                     | Rover lunaire                                                          |
| 7 décembre  | Longue Marche 2D       | Jiuquan                     | Orbite basse           | SaudiSat-5A et 5B             | Satellites d'observation de la Terre                                   |
| 16 décembre | Electron               | Rocket Lab Launch Complex 1 | Orbite basse           | 16 CubeSats                   | 16 cubesats pour le compte de la NASA                                  |
| 19 décembre | Soyouz-ST-A / Fregat   | Centre spatial guyanais     | Orbite géostationnaire | CSO-1                         | Satellites de reconnaissance optique                                   |
| 19 décembre | GSLV Mk II             | Satish Dhawan               | Orbite géostationnaire | GSAT-7A (en)                  | Satellite de télécommunications militaire                              |
| 21 décembre | Proton-M / Briz-M      | Baïkonour                   | Orbite basse           | Blagovest-13L                 | Satellite de télécommunications militaires                             |
| 23 décembre | Falcon 9 Bloc 5        | Cape Canaveral              | Orbite moyenne         | GPS III-01                    | Satellite de navigation                                                |
| 24 décembre | Longue Marche 3C       | Xichang                     | Orbite géostationnaire | TJS 3                         | Satellite de télécommunications militaires                             |
| 27 décembre | Soyouz 2.1a / Fregat-M | Vostotchny                  | Orbite héliocentrique  | Kanopus-V 5 et 6, 25 CubeSats | Satellites d'observation de la Terre                                   |
| 29 décembre | Longue Marche 2D       | Jiuquan                     | Orbite héliosynchrone  | Hongyan 1 NuSat 6-8           | Satellite de télécommunications (Hongyan) et d'observation de la Terre |

## Vols orbitaux

### Général
Graphiques des lancements par pays ayant développé les lanceurs, familles de lanceur et base de lancement utilisées. Chaque lancement est compté une seule fois quel que soit le nombre de charges utiles emportées.
| - USA: 31 (27,2 %) - Chine: 39 (34,2 %) - Russie: 20 (17,5 %) - Europe: 8 (7 %) - Inde: 7 (6,1 %) - Japon: 6 (5,3 %) - Nouvelle-Zélande: 3 (2,6 %) | - Longue Marche: 30 (26,3 %) - Soyouz: 16 (14 %) - Falcon 9: 21 (18,4 %) - Atlas V: 5 (4,4 %) - Ariane 5: 6 (5,3 %) - PSLV: 4 (3,5 %) - GSLV: 3 (2,6 %) - Delta IV: 2 (1,8 %) - H-IIA et B: 4 (3,5 %) - Proton: 2 (1,8 %) - Autres: 21 (18,4 %) | - Cape Canaveral/Kennedy: 17 (15,7 %) - Baïkonour: 9 (8,3 %) - Kourou: 11 (10,2 %) - Juiquan: 16 (14,8 %) - Satish Dhawan: 7 (6,5 %) - Xichang: 17 (15,7 %) - Plessetsk: 6 (5,6 %) - Taiyuan: 6 (5,6 %) - Vandenberg: 9 (8,3 %) - Tanegashima: 4 (3,7 %) - Autres: 6 (5,6 %) |
| Lancements par pays | Lancements par famille de lanceurs | Vols par base de lancement |

### Par pays
La liste ci-dessous recense le nombre de lancements par pays ayant construit le lanceur. Le pays retenu n'est pas celui qui gère la base de lancement (Kourou pour certains Soyouz, Baïkonour pour Zenit), ni le pays de la société de commercialisation (Allemagne pour Rokot, ESA pour certains Soyouz) ni le pays dans lequel est implanté la base de lancement (Kazakhstan pour Baïkonour), ni le pays dans lequel est inscrit juridiquement le constructeur si son activité réelle est dans un tiers pays (Electron). Chaque lancement est compté une seule fois quel que soit le nombre de charges utiles emportées.
| Pays             | Lancements | Succès | Échecs | Échecs partiels | Remarques |
| ---------------- | ---------- | ------ | ------ | --------------- | --------- |
| Chine            | 39         | 38     | 1      | 0               |           |
| États-Unis       | 31         | 31     | 0      | 0               |           |
| Europe           | 8          | 7      | 0      | 1               |           |
| Inde             | 7          | 7      | 0      | 0               |           |
| Japon            | 6          | 6      | 0      | 0               |           |
| Nouvelle-Zélande | 3          | 3      | 0      | 0               |           |
| Russie/CEI       | 20         | 19     | 1      | 0               |           |

### Par lanceur
La liste ci-dessous recense le nombre de lancements par famille de lanceur. Chaque lancement est compté une seule fois quel que soit le nombre de charges utiles emportées.
| Lanceur          | Pays             | Lancements | Succès | Échecs | Échecs partiels | Remarques   |
| ---------------- | ---------------- | ---------- | ------ | ------ | --------------- | ----------- |
| Antares          | États-Unis       | 2          | 2      | 0      | 0               |             |
| Ariane 5ECA      | Europe           | 6          | 5      | 0      | 1               |             |
| Atlas V          | États-Unis       | 5          | 5      | 0      | 0               |             |
| Delta II         | États-Unis       | 1          | 1      | 0      | 0               | Dernier vol |
| Delta IV         | États-Unis       | 2          | 2      | 0      | 0               |             |
| Electron         | Nouvelle-Zélande | 3          | 3      | 0      | 0               |             |
| Epsilon          | Japon            | 1          | 1      | 0      | 0               |             |
| Falcon 9         | États-Unis       | 20         | 20     | 0      | 0               |             |
| Falcon Heavy     | États-Unis       | 1          | 1      | 0      | 0               |             |
| GSLV             | Inde             | 2          | 2      | 0      | 0               |             |
| GSLV Mk III      | Inde             | 1          | 1      | 0      | 0               |             |
| H-IIA            | Japon            | 3          | 3      | 0      | 0               |             |
| H-IIB            | Japon            | 1          | 1      | 0      | 0               |             |
| Kuaizhou-1A      | Chine            | 1          | 1      | 0      | 0               |             |
| Longue Marche 2  | Chine            | 14         | 14     | 0      | 0               |             |
| Longue Marche 3  | Chine            | 14         | 14     | 0      | 0               |             |
| Longue Marche 4  | Chine            | 6          | 6      | 0      | 0               |             |
| Longue Marche 11 | Chine            | 3          | 3      | 0      | 0               |             |
| Proton           | Russie           | 2          | 2      | 0      | 0               |             |
| PSLV             | Inde             | 4          | 4      | 0      | 0               |             |
| Rockot           | Russie           | 2          | 2      | 0      | 0               |             |
| SS-520           | Japon            | 1          | 1      | 0      | 0               |             |
| Soyouz           | Russie           | 16         | 15     | 1      | 0               |             |
| Vega             | Europe           | 2          | 2      | 0      | 0               |             |
| Zhuque-1         | Chine            | 1          | 0      | 1      | 0               |             |

### Par base de lancement
La liste ci-dessous recense le nombre de lancements par base de lancement utilisée. Chaque lancement est compté une seule fois quel que soit le nombre de charges utiles emportées.
| Site           | Pays             | Lancements | Succès | Echecs | Echecs partiels | Remarques |
| -------------- | ---------------- | ---------- | ------ | ------ | --------------- | --------- |
| Baïkonour      | Kazakhstan       | 9          | 8      | 1      | 0               |           |
| Cape Canaveral | États-Unis       | 17         | 17     | 0      | 0               |           |
| Jiuquan        | Chine            | 16         | 15     | 1      | 0               |           |
| Kennedy        | États-Unis       | 3          | 3      | 0      | 0               |           |
| Kourou         | France           | 11         | 10     | 0      | 1               |           |
| Mahia          | Nouvelle-Zélande | 3          | 3      | 0      | 0               |           |
| MARS           | États-Unis       | 2          | 2      | 0      | 0               |           |
| Plessetsk      | Russie           | 6          | 6      | 0      | 0               |           |
| Satish Dhawan  | Inde             | 7          | 7      | 0      | 0               |           |
| Taiyuan        | Chine            | 6          | 6      | 0      | 0               |           |
| Tanegashima    | Japon            | 4          | 4      | 0      | 0               |           |
| Uchinoura      | Japon            | 2          | 2      | 0      | 0               |           |
| Vandenberg     | États-Unis       | 9          | 9      | 0      | 0               |           |
| Vostotchny     | Russie           | 2          | 2      | 0      | 0               |           |
| Wenchang       | Chine            | 0          | 0      | 0      | 0               |           |
| Xichang        | Chine            | 17         | 17     | 0      | 0               |           |
| Total          | Total            | 114        | 110    | 3      | 1               |           |

### Par type d'orbite
La liste ci-dessous recense le nombre de lancements par type d'orbite visée. Chaque lancement est compté une seule fois quel que soit le nombre de charges utiles emportées.
| Orbite                 | Lancements | Succès | Échecs | Atteints par accident | Commentaire                                                                   |
| ---------------------- | ---------- | ------ | ------ | --------------------- | ----------------------------------------------------------------------------- |
| Basse/héliosynchrone   | 67         | 64     | 2      | 0                     | Perte de Zuma et Zhuque-1 d'une part et du vaisseau Soyouz MS-10 d'autre part |
| Moyenne                | 13         | 13     | 0      | 0                     |                                                                               |
| Géosynchrone/transfert | 27         | 26     | 0      | 1                     | Sous-performance du vol Ariane 5 V241                                         |
| Héliocentrique         | 4          | 4      | 0      | 0                     |                                                                               |
| Total                  | 114        | 110    | 3      | 1                     |                                                                               |

## Survols et contacts planétaires
Plusieurs missions d'exploration du système solaire ont selon le cas survolés, se sont posées ou se sont placés en orbite autour d'autres corps célestes au cours de l'année 2018. Les engins situés sur des orbites très hautes impliquant des survols de loin en loin de la planète/lune au périgée sont également listés (Juno).
| Date                         | Sonde spatiale     | Événement                                                                    | Remarque |
| ---------------------------- | ------------------ | ---------------------------------------------------------------------------- | -------- |
| 7 février                    | Juno               | 11e survol de Jupiter                                                        |          |
| 1er avril                    | Juno               | 12e survol de Jupiter                                                        |          |
| 24 mai                       | Juno               | 13e survol de Jupiter                                                        |          |
| 16 juin                      | Juno               | 14e survol de Jupiter                                                        |          |
| 24 mai                       | Juno               | 14e survol de Jupiter                                                        |          |
| juillet                      | Hayabusa 2         | Arrivée à proximité de l'astéroïde Ryugu                                     |          |
| aout                         | OSIRIS-REx         | Arrivée à proximité de l'astéroïde Bénou                                     |          |
| 7 septembre                  | Juno               | 15e survol de Jupiter                                                        |          |
| 3 octobre                    | Hayabusa 2         | Atterrissage du mini-atterrisseur MASCOT sur la surface de l'astéroïde Ryugu |          |
| 29 octobre                   | Juno               | 16e survol de Jupiter                                                        |          |
| 6 novembre                   | Parker Solar Probe | premier passage au périhélie de son orbite autour du Soleil                  |          |
| 26 novembre                  | InSight            | Atterrissage sur Mars                                                        |          |
| 21 décembre                  | Juno               | 17e survol de Jupiter                                                        |          |
| 31 décembre/1er janvier 2019 | New Horizons       | survol de l'objet de la ceinture de Kuiper 2014 MU69                         |          |

## Sorties extra-véhiculaires
Toutes les sorties extravéhiculaires effectuées en 2018 ont été réalisées au cours de missions de maintenance de la Station spatiale internationale.
- 23 janvier 2018 (durée de la sortie 7h24) : les américains Mark Vande Hei et Scott Tingle remplacent l’un des deux effecteurs à verrouillage, LEE (Latching End Effector) du Canadarm2, le bras robotique de la station, qui a subi une dégradation de ses câbles de captage[16].

- 2 février (durée de la sortie 8h13) : les russes Anton Chkaplerov et Alexandre Missourkine ont remplacé le boîtier électronique d'antennes à gain élevé situé sur le module de service  Zvezda. Ils ont battu le record de durée d'une sortie extra-véhiculaire russe depuis la station spatiale internationale[17].
- 16 février (durée 5h57) : Mark Vande Hei et le japonais Norishige Kanai déplacent le LEE du bras robotique. Ils ont également déplacé un LEE ancien, mais fonctionnel, qui avait été retiré lors de la précédente sortie, de son stockage temporaire à l'extérieur du sas à un lieu de stockage à long terme[16].
- 29 mars (durée 6h13) : Andrew Feustel et Ricky Arnold ont installé des équipements de communication sans fil sur le module Tranquility de la station afin d’améliorer le traitement des données utiles pour l’expérimentation ECOsystem de radiomètre thermique. Les membres de l’équipe ont également remplacé des caméras vidéo haute définition et ont retiré les tuyaux vieillissants d’un composant de refroidissement situé sur la structure de la station[16].
- 16 mai (durée 6h31) : Feustel et Arnold sont ressortis et ont déplacé des éléments et remplacé d'autres caméras et systèmes de communication[16].
- 14 juin (durée 6h49) : le même duo a installé de nouvelles caméras hautes définitions sur le module Harmony, ce qui aidera les vaisseaux habités commerciaux à s'amarrer. L’équipage a également remplacé une caméra sur le côté tribord de la station[16].
- 15 aout  (durée 7h46) : Oleg Artemiev et Sergueï Prokopïev ont déployé quatre nanosatellites en orbite terrestre, installé des antennes et des câbles sur le module Zvezda et récupéré deux expériences analysant l'effet de l'exposition au vide de différents matériaux [16].
- 11 décembre  (durée 7h45) : Oleg Kononenko et Sergueï Prokopïev ont inspecté la coque du vaisseau spatial Soyouz MS-09 pour déterminer l'origine du trou découvert par l'équipage.

### Sources
- (en) Jonathan McDowell, Space Activities in 2018 Rev 1.4, février 2019, 30 p. (lire en ligne)
- (en) Erik Kulu, « World's largest database of nanosatellites, over 3600 nanosats and CubeSats », sur Nanosats Database (consulté le 9 janvier 2023)
- (en) Gunter Krebs, « Orbital Launches of 2018 », Gunter's Space Page